# Rebeka
Rebeka je žensko osebno ime.

## Izvor imena
Rebeka je svetopisemsko ime in ga razlagajo iz (hebrejskega imena רבקה, jidiš Rivkah, Ribkáh), ki naj bi nastalo po zamenjavi glasov (metatezi) iz brkh v pomenu besede »krava«. Grška oblika imena je Ρεβεκκα (Rhebékka), v vulgati Rebecca.

## Različice imena
Rebeca, Rebecca, Rebecka, Rebekka, 

## Tujejezikovne različice imena
- pri Angležih: Rebecca, Becca, Becci, Becki, Bekki
- pri Čehih: Rebeka, Reba, Rebka, Rebuška, Rebina, Beky
- pri Fincih: Rebekka
- pri Madžarih: Rebeka
- pri Srbih: Reveka
- pri Švedih:  Rebecka

## Pogostost imena
Po podatkih Statističnega urada Republike Slovenije je bilo na dan 31. decembra 2007 v Sloveniji število ženskih oseb z imenom Rebecca: 1.072.

## Osebni praznik
V koledarju sta zapisani dve Rebeki: 23. marca (Rebeka, blažena Rebeka Ar - Rayyes, redovnica iz Libanona, † 23. mar. 1913) in 25. marca Rebeka Izakova svetopisemska žena.